# Forza d'Agrò
Forza d'Agrò es una localidad italiana de la provincia de Mesina, región de Sicilia, con 889 habitantes.

Ubicación de la ciudad de Forza d'Agrò dentro de la provincia de Mesina.

## Evolución demográfica
| Gráfica de evolución demográfica de Forza d'Agrò entre 1861 y 2001 |
|                                                                    |
| Fuente ISTAT - Elaboración gráfica por parte de Wikipedia          |